# Agave millspaughii
Agave millspaughii är en sparrisväxtart som beskrevs av William Trelease. Agave millspaughii ingår i släktet Agave och familjen sparrisväxter. Inga underarter finns listade i Catalogue of Life.